# Cork Hibernians Football Club
Il Cork Hibernians Football Club, meglio noto come Cork Hibernians, era una società calcistica irlandese con sede nella città di Cork.
Dal 1957 al 1976 ha militato in FAI Premier Division ed ha vinto un titolo nazionale.

## Partecipazioni in coppe europee
- Coppa delle Fiere 1970-1971 (trentaduesimi di finale)
- Coppa dei Campioni 1971-1972 (sedicesimi di finale)
- Coppa delle Coppe 1972-1973 (ottavi di finale)
- Coppa delle Coppe 1973-1974 (primo turno)

## Palmarès

### Competizioni nazionali
- Campionato irlandese: 1

1970-1971
- Coppa d'Irlanda: 2

1971-1972, 1972-1973
- League of Ireland Shield: 2

1970, 1973

### Competizioni regionali
- Dublin City Cup: 3

1965-1966, 1970-1971, 1972-1973

### Altri piazzamenti
- Campionato irlandese:

Secondo posto: 1971-1972
Terzo posto: 1968-1969, 1969-1970, 1973-1974
- Coppa d'Irlanda:

Finalista: 1959-1960, 1962-1963
- Blaxnit Cup:

Finalista: 1970-1971, 1972-1973
| Controllo di autorità | VIAF (EN) 315944780 · LCCN (EN) no2018149199 |